# Antoinette Ruiter
Antoinette Ruiter (Losser, 4 juli 1946) is een Nederlandse beeldhouwster. Zij is bekend als maakster van standbeelden in Overijssel en kleinere beelden die als prijs of eerbetoon worden uitgereikt.

## Opleiding
Zij is opgeleid door de Oldenzaalse kunstenaar Jan Kip en heeft zich ook zelf in die plaats als beeldhouwer gevestigd. Het bronsgieten heeft ze in de praktijk geleerd.

## Werk
Antoinette Ruiter heeft zich vooral toegelegd op herkenbare beelden in brons, figuratief of meer gestileerd. Naast vrij werk heeft zij ook veel in opdracht gewerkt, waaronder meerdere standbeelden op openbare plaatsen in Overijssel.
Tot de beelden van haar hand die veel aandacht hebben gekregen, behoren
- het beeld van Fanny Blankers-Koen bij het stadion in Hengelo[4]
- het beeld van Julius Yeshu Çiçek bij het Mor Ephrem Klooster in Glane[5]
- een serie beelden bij het Weemecentrum in Vriezenveen[6]

Zij vervaardigt ook de replica's van het Oldenzaalse Boeskoolmenneke, dat ooit door Jan Kip is ontworpen.

## Doelwit van roof
Meerdere werken van Antoinette Ruiter die in de openbare ruimte stonden zijn vervolgens gestolen. In 2005 werd het monument voor een Joods gezin uit de achtertuin van het gemeentehuis van Losser ontvreemd. Het beeld werd enkele dagen later in de buurt teruggevonden.
In een half jaar van eind 2009 tot begin 2010 werden vier standbeelden ruw van hun sokkel gehaald. Als verklaring hiervoor werd in de media bronsdiefstal, of poging daartoe, geopperd. Dit leidde in één geval tot vervanging door een nieuw beeld dat veiligheidshalve plaats kreeg in een vitrine. Ook een beeld van haar hand, "De Klompendansers" in Colmschate is omstreeks 23 november 2011 gestolen.